# لوكا شولر
لوكا شولر (بالألمانية: Luca Schuler)‏ هو لاعب كرة قدم ألماني، ولد في 22 مارس 1999 في نويشتات أن در فاينشتراسه في ألمانيا.

## وصلات خارجية
- لوكا شولر على موقع قاعدة بيانات كرة القدم.إي يو (الإنجليزية)
- لوكا شولر على موقع بيانات كرة القدم. دي إي (الألمانية)
- لوكا شولر على موقع Soccerbase.com (لاعب) (الإنجليزية)
- لوكا شولر على موقع Soccerway.com (الإنجليزية)
- لوكا شولر على موقع عالم كرة القدم.نت (الإنجليزية)